# Anthobaphes violacea
El suimanga pechinaranja (Anthobaphes violacea), también conocida como nectarina de pecho anaranjado, es una especie de ave paseriforme de la familia Nectariniidae endémica del fynbos de Sudáfrica. Es la única especie del género Anthobaphes. Anteriormente se clasificaba en el género Nectarinia.

## Descripción
Los suimangas pechinaranjas alcanzan los 17 cm de longitud y pesan unos 13 g. El pico es largo y curvado como el de otras aves nectaríferas, el pico del macho es ligeramente más largo que el de la hembra. La cabeza, la garganta y el manto de los machos son de color verde metálico, la parte inferior del dorso y las alas son verde oliva. La parte superior del pecho es azul metálico, por debajo es naranja brillante. El color cambia a un naranja más pálido o amarillo en el vientre. El pico, las patas y los pies son negros, los ojos marrón oscuro. La cola es larga y de color negruzco. Las plumas centrales de la cola son claramente alargadas y sobresalen por encima de las demás.
La hembra tiene la parte superior de color gris oliva verdoso y la parte  inferior amarillo oliva. Los colores de la hembra también se vuelven más pálidos hacia el vientre. Las alas y la cola son de color negruzco.
Los juveniles se parecen a las hembras.

## Ecología

### Dieta
Con su pico curvado, el suimanga pechinaranja chupa el néctar de las flores de Ericas y Proteas principalmente. Su principal fuente de alimento es la protea real, pero también visita otras especies. Las flores de las Proteas son polinizadas por los pájaros. También se alimenta de pequeños insectos y arañas, a los que suele agarrar en vuelo.

### Reproducción
Los machos ocupan territorios durante la época de cría y los defienden agresivamente contra los intrusos. El suimanga pechinaranja se reproduce de febrero a noviembre, siendo la principal época de cría de mayo a agosto, cuando florece el fynbos. El nido, construido principalmente por la hembra, tiene forma de huevo con una entrada lateral superior. Está formado por material vegetal fibroso, ramitas finas y hierba. Las distintas partes están unidas por telarañas. Está forrado y acolchado con pelusa de Protea.
La nidada consta normalmente de dos huevos y la incuba la hembra sola. Los polluelos nacen al cabo de unos 14 días. Son cuidados por ambos padres y alimentados con insectos y arañas. 
El suimanga pechinaranja es un migrante de altura que se desplaza a mayores altitudes en verano en busca de flores. Es gregario fuera de la época de cría y forma bandadas de hasta 100 aves.
A pesar de su pequeña área de distribución, la variabilidad genética de los suimangas pechinaranjas es mayor que la de otros Nectarinias, que están más extendidos. La razón podría ser que el fynbos es asolado repetidamente por los incendios, por lo que las aves deben ser muy adaptables a las cambiantes condiciones ambientales.

## Situación
La UICN clasifica actualmente a esta especie en la categoría de preocupación Menor. Sin embargo, las poblaciones están disminuyendo y pueden verse aún más afectadas por la expansión urbana, la agricultura y los incendios de fynbos.